# شهربانو امانی
شهربانو امانی انگنه (زادهٔ ۱۳۳۹ ارومیه) فعال سیاسی اصلاح طلب، عضو پنجمین دوره شورای اسلامی شهر تهران، مشاور رئیس سازمان حفاظت محیط زیست ایران در امور زنان و خانواده و نماینده اسبق مردم ارومیه در دوره‌های پنجم و ششم مجلس شورای اسلامی است.

## زندگی
شهربانو امانی انگنه، در روستای انگنه از توابع شهرستان ارومیه در خانواده‌ای پر جمعیت به دنیا آمد. او تحصیلات ابتدایی، راهنمایی و متوسطه خود را در  ارومیه به پایان رساند و سپس موفق به اخذ لیسانس مدیریت شد.
وی در سال ۱۳۵۹ ازدواج کرده‌است و دو فرزند دختر دارد.

## مسئولیت‌ها
در نوزدهم شهریور ۱۳۵۸ مصادف با سالروز درگذشت آیت‌الله طالقانی به همراهی گروهی از خیرین، صاحب نظران و جوانان ارومیه "سازمان توحیدی انفاق" را پایه‌گذاری کردند. وی در سال ۱۳۶۰ به عنوان مددکار در سازمان بهزیستی تازه تأسیس مشغول به کار شد و سپس به ریاست مجتمع حمایتی قدس و پس از آن مجتمع خدمات حمایتی شهید جعفری ارومیه در آمد.
در سال ۱۳۷۵ با کسب بیشترین درصد آراء، ۴۷٫۲۰ و مجموع رای ۱۸۹٬۵۲۶ توانست به عنوان نخستین زن از حوزه انتخابیه ارومیه، استان آذربایجان غربی و همچنین در مقام نخستین زن از دیار آذربایجان به مجلس شورای اسلامی دور پنجم راه پیدا کند.
امانی، برای بار دوم موفق به ورود به مجلس ششم شد و به همراه سهیلا جلودارزاده اولین زنانی بودند که به سمت منشی در هیات رئیسه مجلس انتخاب شدند.

## دستگیری پس از انتخابات ۸۸
وی در پی اعتراضات ۲۵ بهمن ماه بازداشت شد. و بعد از دو هفته، با سپردن قرار وثیقه از زندان آزاد شد.

## مشاور ریاست سازمان محیط زیست
در تاریخ چهارم آذر ماه ۱۳۹۲، با حکم  معصومه ابتکار معاون رئیس‌جمهور و رئیس سازمان حفاظت محیط زیست، شهربانو امانی انگنه به عنوان مشاور رئیس سازمان حفاظت محیط زیست در امور زنان و خانواده منصوب شد.

## عضو پنجمین دورهٔ شورای اسلامی شهر تهران
شهربانو امانی انگنه، در پنجمین دوره انتخابات شورای اسلامی شهر تهران در لیست امید قرار داشت و با کسب ۱،۲۹۶،۶۵۷ همانند سایر اعضای لیست به شورای شهر تهران راه یافت. 